# Jean-Baptiste Davaux
Jean-Baptiste « Citoyen » Davaux (19 juillet 1742 à La Côte-Saint-André - 2 février 1822 à Paris) est un violoniste et compositeur français.

## Biographie
Davaux naît dans une famille bourgeoise. Son père est receveur au grenier à sel et a le titre honorifique de Conseiller du Roy. Il reçoit sa première éducation musicale de ses parents. Il commence le violon, outre la mandoline. En 1767, Davaux se rend à Paris, où rapidement, il acquiert une réputation de violoniste et de compositeur. Il reçoit un certain nombre de nominations publiques extra-musicales et après la Révolution, il occupe un poste officiel au ministère de la guerre. Il reçoit ensuite pension et Légion d’honneur (28 septembre 1814) pour ses trente années de service. Il prend sa retraite en 1816. Il habite alors dans sa demeure des Yvelines et à moitié à Paris où il donne des concerts privés.
Les premières publications de Davaux datent de 1768, deux ariettes, Les charmes de la liberté et Le portrait de Climène (perdues toutes deux), auxquelles succèdent deux opéras-comiques présentés en 1785 et 1786 : Théodore, ou Le bonheur inattendu livret de B.-J. Marsollier des Vivetières, d'après une comédie de Hugh Kelly (False Delicacy) aujourd’hui perdu, et Cécilia, ou Les trois tuteurs sur un roman de Fanny Burney, dont subsistent des extraits.
Se considérant lui-même comme un « amateur », il était reconnu tant par le public que les critiques et considéré comme le symphoniste français le plus estimé des compositeurs français, excepté Gossec (3 symphonies publiées). Le Concert Spirituel entre 1773 et 1788 donne souvent ses œuvres et des virtuoses tels Capron, Devienne, Pierre Leduc et Giornovichi le jouent.
Ses partitions ont été publiées en Hollande, en Angleterre et en Allemagne – le plus souvent dans des éditions pirates – et ses quatuors à cordes sont joués aux États-Unis dès 1782 (New York Royal Gazette, 27 avril 1782).
En 1784 pour la publication de ses Trois simphonies à grand orchestre, op. 11 (1784), il développe sur la base des chronomètres Breguet un dispositif pour mesurer avec précision, trente ans avant le métronome de Maelzel. On trouve dans la presse de l'époque des comptes rendus : Journal de Paris (du 8 mai 1784) et dans le Mercure de France (12 juin 1784).

## Œuvres

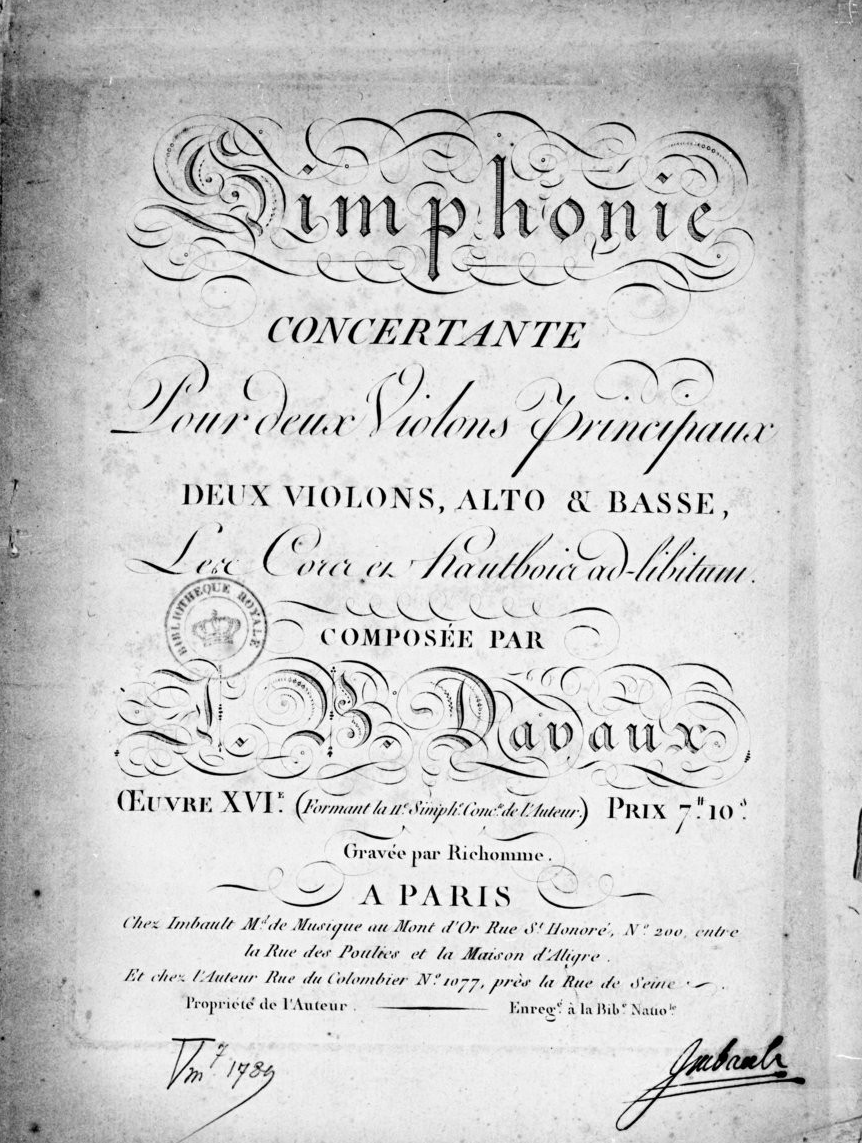
Page de titre de la Symphonie concertante, opus 16, de Jean-Baptiste Davaux (Paris, 1800, éd. Imault)

Davaux compose essentiellement de la musique instrumentale. On le connaît pour ses 13 Symphonies concertantes (entre 1772 et 1800) qui sont l’une des meilleures réussites du genre. L’une d’entre elles, de 1794 est ponctuée de chants patriotiques tels La marseillaise et Ça ira.
Ses autres œuvres comprennent notamment 25 quatuors à cordes qui sont une contribution importante à l’histoire du genre. Chacun (sauf un de l’opus 9) étant d’une découpe à deux mouvements : un de forme sonate, suivi par un rondo ou un presto.
Ses autres pièces de musique de chambre consistent en 6 duos, 6 trios et 4 quintettes. Des symphonies, des airs et un concerto pour violon.
Ses compositions ont un style simple, mais efficace correspondant au goût de l'époque.

## Enregistrements
- 1989 : Symphonie concertante en sol pour deux violons principaux, mêlée d'Airs patriotiques (publiée en 1794), sur le CD La Prise de la Bastille, Music of the French Revolution, Concerto Köln (Capriccio 10280)